# Семиром
Семиро́м (перс. سمیرم‎) — город в центральном Иране, в провинции Исфахан. Административный центр шахрестана Семиром.

## География
Город находится в южной части Исфахана, в горной местности центрального Загроса, на высоте 2343 метров над уровнем моря.
Семиром расположен на расстоянии приблизительно 132 километров к югу от Исфахана, административного центра провинции и на расстоянии 467 километров к югу от Тегерана, столицы страны. Ближайший гражданский аэропорт расположен в городе Ясудж.

## Население
По данным переписи, на 2006 год население составляло 26 260 человек.
| 1986   | 1991   | 1996   | 2006   | 2013   |
| ------ | ------ | ------ | ------ | ------ |
| 20 260 | 23 511 | 24 504 | 26 260 | 27 153 |

## Достопримечательности
В 4 километрах к востоку от города расположен водопад высотой 35 метров.

## Происшествия
18 февраля 2018 года в окрестностях города потерпел крушение пассажирский самолёт ATR 72-200 авиакомпании Iran Aseman Airlines на борту, которого находилось 66 человек.